# Partecipanti al Tour de France 1932
Qui di seguito viene riportato l'elenco dei partecipanti al Tour de France 1932. Partirono da Parigi 80 ciclisti, di essi giunsero sul medesimo traguardo in 57.

## Corridori per squadra
Nota: R ritirato, NP non partito, FT fuori tempo massimo
| Belgio            | Belgio            | Belgio            | Francia      | Francia               | Francia      | Cicloturisti | Cicloturisti        | Cicloturisti |
| ----------------- | ----------------- | ----------------- | ------------ | --------------------- | ------------ | ------------ | ------------------- | ------------ |
| 1                 | Jef Demuysere     | 8º                | 33           | André Leducq          | 1º           | 127          | Amerigo Cacioni     | R 10ª        |
| 2                 | Alfons Schepers   | NP 15ª            | 34           | Albert Barthélémy     | 49º          | 128          | Luigi Barral        | 9º           |
| 3                 | Georges Ronsse    | 5º                | 35           | Julien Moineau        | 25º          | 129          | Amulio Viarengo     | 38º          |
| 4                 | Georges Lemaire   | 15º               | 36           | Louis Peglion         | 47º          | 130          | Giuseppe Pancera    | 32º          |
| 5                 | Gérard Loncke     | 34º               | 37           | Marcel Bidot          | 30º          | 131          | Alessandro Catalini | R 1ª         |
| 6                 | Jean Aerts        | 13º               | 38           | Maurice Archambaud    | 16º          | 132          | Aleardo Simoni      | 42º          |
| 7                 | Frans Bondue      | 6º                | 39           | Georges Speicher      | 10º          | 133          | Francis Bouillet    | 53º          |
| 8                 | Gaston Rebry      | 20º               | 40           | Roger Lapébie         | 23º          | 134          | Nicolas Frantz      | 45º          |
| Italia            | Italia            | Italia            | Cicloturisti | Cicloturisti          | Cicloturisti | 135          | Jean-Pierre Muller  | 50º          |
| 9                 | Raffaele Di Paco  | 33º               | 101          | Paul Le Drogo         | R 5ª         | 136          | Fernand Cornez      | 54º          |
| 10                | Antonio Pesenti   | 4º                | 102          | Benoît Fauré          | 12º          | 137          | Vicente Trueba      | 27º          |
| 11                | Aldo Canazza      | R 10ª             | 103          | Joseph Mauclair       | R 12ª        | 138          | Hermann Muller      | R 6ª         |
| 12                | Ambrogio Morelli  | NP 19ª            | 104          | Ernest Neuhard        | 28º          | 139          | Karl Altenburger    | 48º          |
| 13                | Eugenio Gestri    | R 11ª             | 105          | Auguste Pitte         | R 10ª        | 140          | Karl Olboeter       | NP 10ª       |
| 14                | Francesco Camusso | 3º                | 106          | Yves Le Goff          | NP 8ª        |              |                     |              |
| 15                | Michele Orecchia  | 14º               | 107          | Fernand Fayolle       | 35º          |              |                     |              |
| 16                | Luigi Marchisio   | 26º               | 108          | Adrien Buttafocchi    | R 19ª        |              |                     |              |
| Svizzera          | Svizzera          | Svizzera          | 109          | Marius Guiramand      | 31º          |              |                     |              |
| 17                | Albert Büchi      | 11º               | 110          | René Bernard          | 18º          |              |                     |              |
| 18                | Ernst Hofer       | R 1ª              | 111          | François Haas         | 51º          |              |                     |              |
| 19                | Alfred Bula       | 41º               | 112          | Lazare Venot          | 37º          |              |                     |              |
| 20                | August Erne       | 55º               | 113          | Léon Fichot           | R 5ª         |              |                     |              |
| 21                | Turel Wanzenried  | R 19ª             | 114          | Robert Brugère        | 52º          |              |                     |              |
| 22                | Alfred Büchi      | 36º               | 115          | Marcel Mazerat        | 24º          |              |                     |              |
| 23                | Roger Pipoz       | R 6ª              | 116          | Marcel Puy            | R 16ª        |              |                     |              |
| 24                | Georges Antenen   | 29º               | 117          | François Moreels      | 44º          |              |                     |              |
| Germania/ Austria | Germania/ Austria | Germania/ Austria | 118          | Jean Goulème          | 46º          |              |                     |              |
| 25                | Willi Kutschnach  | R 16ª             | 119          | Jules Buysse          | 40º          |              |                     |              |
| 26                | Georg Umbenhauer  | 56º               | 120          | Jan Wauters           | 17º          |              |                     |              |
| 27                | Max Bulla         | 19º               | 121          | Jean Naert            | R 6ª         |              |                     |              |
| 28                | Oskar Thierbach   | 7º                | 122          | Emile Decroix         | 43º          |              |                     |              |
| 29                | Herbert Sieronski | 39º               | 123          | François Alexander    | NP 8ª        |              |                     |              |
| 30                | Ludwig Geyer      | 22º               | 124          | Félicien Vervaecke    | NP 7ª        |              |                     |              |
| 31                | Kurt Stöpel       | 2º                | 125          | Jozef Kemper Horemans | R 9ª         |              |                     |              |
| 32                | Rudolf Risch      | 57º               | 126          | Augusto Zanzi         | 21º          |              |                     |              |

## Corridori per nazionalità
| Numero ciclisti | Nazione         |
| --------------- | --------------- |
| 28              | Francia         |
| 15              | Italia, Belgio  |
| 10              | Germania        |
| 8               | Svizzera        |
| 2               | Lussemburgo     |
| 1               | Spagna, Austria |